# 천승세
천승세(千勝世, 1939년 2월 23일 ~ 2020년 11월 27일)는 대한민국의 소설가이자 드라마작가였다. 전라남도 목포 출생이며 어머니는 소설가 박화성이다.

## 생애
서라벌예술대학 재학 시절 <동아일보> 신춘문예에 <점례와 소>가 당선되어 등단 된 후 졸업 후 성균관대학교 국어국문학과로 3학년으로 편입했다. 그 외에 《포대령》,《감루 연습》,《황구의 비명》,《혜자의 눈꽃》,《선창》, 단편 〈내일〉 등이 있다. 한국 사회를 정신문화사적 비평을 곁들여 바라보며 그 변화를 묘사해 나가는 세태소설 작가이다.

## 학력
- 서라벌예술대학 문예창작과 졸업
- 성균관대학교 국어국문학과 학사

## 가족 관계
- 아버지: 천독근
- 어머니: 박화성
- 형:  천승준(문학평론가)
- 동생:  천승걸(서울대 영문과 교수)
- 배우자: 이철현
  - 아들: 천의경, 천성경
  - 딸: 천문경, 천현경, 천화경

## 참고 및 참고 문헌
1. ↑  관광문화체육국 문예시설관리과 문학관 홍미희. “휴머니즘 소설가이자 극작가 - 천승세(千勝世, 1939- )”. 《목포출신문학인소개》.

- 이 문서에는 다음커뮤니케이션(현 카카오)에서 GFDL 또는 CC-SA 라이선스로 배포한 글로벌 세계대백과사전의 내용을 기초로 작성된 글이 포함되어 있습니다.